# Schild und Schwert
Schild und Schwert (russisch Щит и меч, deutsche Transkription Schtschit i metsch) ist ein sowjetisch-polnisch-ostdeutscher Spielfilm von 1968 in vier Teilen, der im Zweiten Weltkrieg unter sowjetischen Kundschaftern spielt, die in die deutsche Abwehr eingeschleust werden. Er basiert auf dem gleichnamigen Roman von Wadim Koschewnikow, der 1969 in der DDR auf Deutsch unter dem Titel Im Labyrinth der Abwehr im Rahmen der Reihe Spannend erzählt erschien. Der Film wurde u. a. in Litauen, Kaliningrad, Dresden und Berlin gedreht. Die deutsche Erstausstrahlung erfolgte ab dem 27. Juni 1969 auf DFF 1.

## Weitere technische Daten
- Synchrontitel: Kilp ja mõõk (Estnisch), Pajzs és kard (Ungarisch), Tarcza i miecz (Polnisch)

## Handlung
Der sowjetische Aufklärer Alexander Below reist 1940 von Riga aus unter der Legende Johann Weiss in das Deutsche Reich ein. Hierbei ist ihm sein deutscher Freund Heinrich Schwarzkopf behilflich. Nach ihrem Eintritt in die Wehrmacht dringen sie bis 1944 in die Führungszirkel der Abwehr vor, werden Mitglieder des SD und erlangen dadurch wichtige Informationen für die Kriegführung der Sowjetunion im Jahre 1944.

## Trivia
- Die Aufnahmen für die Neue Reichskanzlei wurden im Gebäude des ehemaligen Reichsluftfahrtministeriums gedreht.
- Die Figur des Alexander Below ist angeblich an den sowjetischen Aufklärer Alexander Swjatogorow (1913–2008) angelehnt.
- Der Film gilt als wesentliches Motiv Wladimir Putins, in den KGB einzutreten.

## Überlieferung
Der Film ist in russischer Sprache auf DVD ediert. Ob und wo die deutsche Synchronfassung archiviert wurde, ist derzeit nicht bekannt. Sie ist entgegen bisheriger Vermutungen nicht im Rundfunkarchiv Potsdam verzeichnet.